# Campeonato Baiano de Futebol de 2024 - Segunda Divisão
A Segunda divisão do Campeonato Baiano de 2024 foi a quinquagésima oitava edição desta competição futebolística organizada pela Federação Bahiana de Futebol (FBF).

## Participantes e regulamento
O regulamento da segunda divisão do Campeonato Baiano de 2024 será semelhante ao do ano anterior: numa primeira fase, os dez participantes se enfrentarão em turno único com pontos corridos. Os quatro primeiros colocados se qualificarão para as semifinais - disputadas em jogos de ida e volta. Os vencedores prosseguirão para a decisão, que será disputada em duas partidas, com o mando de campo da última partida para o clube com melhor campanha. O campeão e o vice garantem vaga na elite do futebol baiano em 2025. Já os dois últimos colocados estarão rebaixados para a Série C do Baianão.
Em caso de empate entre duas ou mais equipes, serão adotados estes critérios de desempate:
1. Maior número de vitórias;
2. Maior saldo de gols;
3. Maior número de gols marcados;
4. Confronto direto;
5. Menor número de cartões vermelhos recebidos;
6. Menor número de cartões amarelos recebidos;
7. Sorteio.

Semifinal e Final são disputadas no sistema mata-mata em jogos de ida e volta. Em caso de empate entre duas ou mais equipes, serão adotados estes critérios de desempate:
1. Melhor saldo de gols no confronto;
2. Disputa de pênaltis.

A Federação Bahiana de Futebol recebeu dez inscrições para o torneio: Itapetinga SC, Colo Colo, Feirense, Fluminense de Feira, Galícia, Grapiúna, Leônico, Porto, SSA e Vitória da Conquista. O Colo Colo e o Leônico haviam sido rebaixados para a provável terceira divisão de 2024, mas com o prazo estava de inscrição do torneio se aproximando, a FBF decidiu aceitar a inscrição dos clubes, bem como a inscrição de que na edição anterior não disputaram, como os estreantes Porto e SSA. O Doce Mel, que havia sido rebaixado em 2023, não se inscreveu, e o Jacobinense, que também foi rebaixado em 2023, estará representado pelo Itapetinga SC.

## Primeira fase
| Pos | Equipe               | Pts | J | V | E | D | GP | GC | SG  | Classificação ou descenso       |     | FLF | GRA | COL | PSC | SSA | VCO | GAL | LEO | FEI | JCB |
| --- | -------------------- | --- | - | - | - | - | -- | -- | --- | ------------------------------- | --- | --- | --- | --- | --- | --- | --- | --- | --- | --- | --- |
| 1   | Fluminense de Feira  | 22  | 9 | 7 | 1 | 1 | 10 | 2  | +8  | Classificados para a Fase Final |     | —   | 2–0 |     | 1–0 | 0–1 |     |     | 2–0 |     | 1–0 |
| 2   | Grapiúna             | 18  | 9 | 5 | 3 | 1 | 16 | 6  | +10 | Classificados para a Fase Final |     |     | —   | 1–1 |     |     | 0–0 | 2–0 |     | 5–0 | 4–1 |
| 3   | Colo Colo            | 17  | 9 | 4 | 5 | 0 | 11 | 4  | +7  | Classificados para a Fase Final |     | 0–0 |     | —   | 1–0 | 0–0 |     |     | 1–1 |     |     |
| 4   | Porto                | 15  | 9 | 4 | 3 | 2 | 8  | 5  | +3  | Classificados para a Fase Final |     |     | 1–1 |     | —   |     |     | 1–0 |     | 2–1 | 2–0 |
| 5   | SSA                  | 13  | 9 | 3 | 4 | 2 | 10 | 6  | +4  |                                 |     |     | 1–2 |     | 0–0 | —   |     |     |     | 1–2 | 4–1 |
| 6   | Vitória da Conquista | 10  | 9 | 2 | 4 | 3 | 7  | 8  | −1  |                                 | 0–1 |     | 0–1 | 1–1 | 0–2 | —   |     | 3–1 |     |     |     |
| 7   | Galícia              | 8   | 9 | 1 | 5 | 3 | 5  | 7  | −2  |                                 | 1–2 |     | 1–1 |     | 0–0 | 0–0 | —   | 0–0 |     |     |     |
| 8   | Leônico              | 7   | 9 | 1 | 4 | 4 | 6  | 10 | −4  |                                 |     | 0–1 |     | 0–1 | 1–1 |     |     | —   | 1–1 |     |     |
| 9   | Feirense             | 6   | 9 | 1 | 3 | 5 | 7  | 16 | −9  |                                 | 0–1 |     | 1–3 |     |     | 1–2 | 0–0 |     | —   |     |     |
| 10  | Jacobinense          | 2   | 9 | 0 | 2 | 7 | 5  | 21 | −16 |                                 |     |     | 0–3 |     |     | 1–1 | 1–3 | 0–2 | 1–1 | —   |     |

### Desempenho por rodada
Clubes que lideraram o grupo ao final de cada rodada:
| Rodadas | Rodadas | Rodadas | Rodadas | Rodadas | Rodadas | Rodadas | Rodadas | Rodadas |
| ------- | ------- | ------- | ------- | ------- | ------- | ------- | ------- | ------- |
| 1       | 2       | 3       | 4       | 5       | 6       | 7       | 8       | 9       |
| FLF     | FLF     | FLF     | FLF     | COL     | FLF     | FLF     | FLF     | FLF     |

Clubes que ficaram na última posição do grupo ao final de cada rodada:
| Rodadas | Rodadas | Rodadas | Rodadas | Rodadas | Rodadas | Rodadas | Rodadas | Rodadas |
| ------- | ------- | ------- | ------- | ------- | ------- | ------- | ------- | ------- |
| 1       | 2       | 3       | 4       | 5       | 6       | 7       | 8       | 9       |
| GAL     | VCO     | JCB     | JCB     | JCB     | JCB     | JCB     | JCB     | JCB     |

## Fase final
Em itálico, as equipes que possuem o mando de campo no primeiro jogo do confronto e em negrito, as equipes classificados.
|  | Semifinais 21 a 28 de julho | Semifinais 21 a 28 de julho | Semifinais 21 a 28 de julho | Semifinais 21 a 28 de julho |   |       | Final 4 e 10 de agosto | Final 4 e 10 de agosto | Final 4 e 10 de agosto | Final 4 e 10 de agosto |
|  |                             |                             |                             |                             |   |       |                        |                        |                        |                        |
|  | Porto                       | 2                           | 1                           | 3                           |   |       |                        |                        |                        |                        |
|  | Fluminense de Feira         | 1                           | 1                           | 2                           |   |       |                        |                        |                        |                        |
|  | Fluminense de Feira         | 1                           | 1                           | 2                           |   | Porto | 0                      | 0                      | 0                      |                        |
|  |                             |                             |                             |                             |   | Porto | 0                      | 0                      | 0                      |                        |
|  |                             | Colo Colo                   | 1                           | 0                           | 1 |       |                        |                        |                        |                        |
|  | Colo Colo                   | Colo Colo                   | 1                           | 0                           | 1 | 1     | 0                      | 1                      |                        |                        |
|  | Colo Colo                   |                             |                             |                             |   | 1     | 0                      | 1                      |                        |                        |
|  | Grapiúna                    | 0                           | 0                           | 0                           |   |       |                        |                        |                        |                        |

### Semifinais
Jogos de ida
| 20 de julho Ida | Colo Colo | 1 – 0          | Grapiúna | Ilhéus                                                                                          |  |
| 18:00           | Neto 31'  | Súmula Borderô |          | Estádio: Mário Pessoa Público: 682 Renda: R$ 15 470,00 Árbitro: BA Wagner Francisco Silva Souza |  |

| 21 de julho Ida | Porto                        | 2 – 1          | Fluminense de Feira | Porto Seguro                                                                               |  |
| 15:00           | João Henrique 56' · Luan 80' | Súmula Borderô | 51' João Grilo      | Estádio: Agnaldo Bento Público: 1 022 Renda: R$ 20 440,00 Árbitro: BA Eziquiel Sousa Costa |  |

Jogos de volta
| 27 de julho Volta | Grapiúna | 0 – 0          | Colo Colo | Feira de Santana                                                                          |  |
| 15:00             |          | Súmula Borderô |           | Estádio: Joia da Princesa Público: 85 Renda: R$ 3 530,00 Árbitro: BA Eziquiel Sousa Costa |  |

| 28 de julho Volta | Fluminense de Feira     | 1 – 1          | Porto              | Feira de Santana                                                                                    |  |
| 15:00             | Rafael Sales 80' (g.c.) | Súmula Borderô | 79' Bruno Ferreira | Estádio: Joia da Princesa Público: 6 450 Renda: R$ 934 000,00 Árbitro: BA Bruno Pereira Vasconcelos |  |

### Final
Jogo de ida
| 4 de agosto Ida | Porto | 0 – 1          | Colo Colo  | Porto Seguro                                                                               |  |
| 15:00           |       | Súmula Borderô | 53' Cássio | Estádio: Agnaldo Bento Público: 1 982 Renda: R$ 39 640,00 Árbitro: BA Bruno Nogueira Prado |  |

Jogo de volta
| 10 de agosto Volta | Colo Colo | 0 – 0          | Porto | Ilhéus                                                                                          |  |
| 15:00              |           | Súmula Borderô |       | Estádio: Mário Pessoa Público: 2 306 Renda: R$ 52 280,00 Árbitro: BA Josué Reis de Jesus Júnior |  |

## Premiação
| Campeonato Baiano Segunda Divisão de 2024 |
| ----------------------------------------- |
| Colo Colo Campeão (3.º título)            |

## Estatísticas

### Artilharia
| Gols | Jogador        | Equipe    |
| ---- | -------------- | --------- |
| 4    | Cássio         | Colo Colo |
| 4    | Jussimar       | Grapiúna  |
| 4    | Leonardo       | Grapiúna  |
| 4    | Luan Rodrigues | Porto     |
| 4    | Neto           | Colo Colo |

### Público
Maiores públicos
Estes são os dez maiores públicos do campeonato:
| Nº | Público | Mandante            | Placar | Visitante           | Estádio          | Data         | Rodada    | Ref.   |
| -- | ------- | ------------------- | ------ | ------------------- | ---------------- | ------------ | --------- | ------ |
| 1  | 6 450   | Fluminense de Feira | 1–1    | Porto               | Joia da Princesa | 28 de julho  | Semifinal | [ 6 ]  |
| 2  | 2 306   | Colo Colo           | 0–0    | Porto               | Mário Pessoa     | 10 de agosto | Final     | [ 7 ]  |
| 3  | 1 982   | Porto               | 0–1    | Colo Colo           | Agnaldo Bento    | 4 de agosto  | Final     | [ 8 ]  |
| 4  | 1 744   | Fluminense de Feira | 2–0    | Grapiúna            | Joia da Princesa | 30 de junho  | 6ª        | [ 9 ]  |
| 5  | 1 628   | Feirense            | 0–1    | Fluminense de Feira | Joia da Princesa | 26 de junho  | 5ª        | [ 10 ] |
| 6  | 1 563   | Fluminense de Feira | 0–1    | SSA                 | Joia da Princesa | 19 de junho  | 4ª        | [ 11 ] |
| 7  | 1 476   | Fluminense de Feira | 2–0    | Leônico             | Joia da Princesa | 14 de julho  | 9ª        | [ 12 ] |
| 8  | 1 420   | Fluminense de Feira | 1–0    | Jacobinense         | Joia da Princesa | 13 de junho  | 2ª        | [ 13 ] |
| 9  | 1 385   | Fluminense de Feira | 1–0    | Porto               | Joia da Princesa | 3 de julho   | 7ª        | [ 14 ] |
| 10 | 1 022   | Porto               | 2–1    | Fluminense de Feira | Agnaldo Bento    | 21 de julho  | Semifinal | [ 15 ] |

Menores públicos
Estes são os dez menores públicos do campeonato:
| Nº | Público | Mandante    | Placar | Visitante            | Estádio          | Data        | Rodada | Ref.   |
| -- | ------- | ----------- | ------ | -------------------- | ---------------- | ----------- | ------ | ------ |
| 1  | 7       | Grapiúna    | 2–0    | Galícia              | Mário Pessoa     | 16 de junho | 3ª     | [ 16 ] |
| 2  | 8       | Grapiúna    | 4–1    | Jacobinense          | Mário Pessoa     | 3 de julho  | 7ª     | [ 17 ] |
| 3  | 8       | Jacobinense | 1–3    | Galícia              | Waldomirão       | 7 de julho  | 8ª     | [ 18 ] |
| 4  | 11      | Grapiúna    | 5–0    | Feirense             | Mário Pessoa     | 14 de julho | 9ª     | [ 19 ] |
| 5  | 12      | Grapiúna    | 0–0    | Vitória da Conquista | Mário Pessoa     | 9 de junho  | 1ª     | [ 20 ] |
| 6  | 40      | Feirense    | 0–0    | Galícia              | Joia da Princesa | 12 de junho | 2ª     | [ 21 ] |
| 7  | 44      | Leônico     | 0–1    | Porto                | Waldomirão       | 7 de julho  | 8ª     | [ 22 ] |
| 8  | 50      | Jacobinense | 0–2    | Leônico              | Waldomirão       | 16 de junho | 3ª     | [ 23 ] |
| 9  | 50      | Jacobinense | 1–1    | Vitória da Conquista | Waldomirão       | 29 de junho | 6ª     | [ 24 ] |
| 10 | 53      | Feirense    | 1–2    | Vitória da Conquista | Joia da Princesa | 7 de julho  | 8ª     | [ 25 ] |

Médias de público
Estas são as médias de público dos clubes no campeonato. Considera-se apenas os jogos da equipe como mandante e o público pagante:
| Pos.  | Equipe               | Média | Total  | Mandos | Maior | Menor |
| ----- | -------------------- | ----- | ------ | ------ | ----- | ----- |
| 1     | Fluminense de Feira  | 2 340 | 14 038 | 6      | 6 450 | 1 385 |
| 2     | Porto                | 916   | 5 493  | 6      | 1 982 | 379   |
| 3     | Colo Colo            | 871   | 5 224  | 6      | 2 306 | 471   |
| 4     | Feirense             | 444   | 1 776  | 4      | 1 628 | 40    |
| 5     | Vitória da Conquista | 412   | 2 061  | 5      | 804   | 146   |
| 6     | Grapiúna             | 68    | 410    | 6      | 287   | 7     |
| 7     | Jacobinense          | 47    | 186    | 4      | 78    | 8     |
| 8     | Leônico              | 44    | 44     | 1      | 44    | 44    |
| 9     | Galícia              | 0     | 0      | 0      | 0     | 0     |
| 10    | SSA                  | 0     | 0      | 0      | 0     | 0     |
| Total | Total                | 769   | 29 232 | 38     | 6 459 | 7     |